# Distrito electoral de Schoolcraft (condado de Madison, Nebraska)
Schoolcraft (en inglés: Schoolcraft Precinct) es un distrito electoral ubicado en el condado de Madison en el estado estadounidense de Nebraska. En el Censo de 2010 tenía una población de 102 habitantes y una densidad poblacional de 1,09 personas por km².

## Geografía
Schoolcraft se encuentra ubicado en las coordenadas 41°51′57″N 97°38′59″O / 41.86583, -97.64972. Según la Oficina del Censo de los Estados Unidos, Schoolcraft tiene una superficie total de 93.29 km², de la cual 93.29 km² corresponden a tierra firme y (0.01%) 0.01 km² es agua.

## Demografía
Según el censo de 2010, había 102 personas residiendo en Schoolcraft. La densidad de población era de 1,09 hab./km². De los 102 habitantes, Schoolcraft estaba compuesto por el 91.18% blancos, el 0% eran afroamericanos, el 0% eran amerindios, el 0% eran asiáticos, el 0% eran isleños del Pacífico, el 6.86% eran de otras razas y el 1.96% pertenecían a dos o más razas. Del total de la población el 7.84% eran hispanos o latinos de cualquier raza.